# Таємниця Календи
«Місяць. Таємниця Календи» (Luna,_el_misterio_de_Calenda) — іспанський містичний серіал, від творців славетної "Чорної лагуни", що вийшов на екрани у 2012 році на іспанському каналі "Antena 3" та завершився в 2013 році.

## Характеристика
- Режисери: Александра Граф, Хесус Родріго, Хосе Айєрра, Антоніо Діаз Уерта, Бегонья Альварес Рохас.
- Сценаристи: Лаура Беллосо, Луіс Аріас, Патриція Труеба
- Композитори: Пабло Сервантес, Іван Мартінез Лакамара, Манель Сантистебан

Задіяні режисери, сценаристи, оператори та художники є творцями й інших успішних іспанських серіалів та фільмів, що отримали схвалення за межами Іспанії.
- У головних ролях: Белен Руеда, Даніель Грао, Альваро Сервантес, Лусія Герерро.
- А також: Макарена Гарсія, Фран Переа, Марк Мартінес, Олівія Моліна, Алекс Маруні, Клаудія Тресак, Алекс Эрнандес та інші.

Усі молоді актори, що знялись у серіалі, після його виходу отримали шалену популярність у себе на батьківщині.

Сезони
- Перший сезон складається з 12 серій, другий - з 8-ми.

Через змешення глядацької уваги до серіалу творці вирішили обмежитись двома сезонами, що не є характерним для іспанського телесеріального виробництва порівняно з "Чорною  лагуною" (7 сезонів) та "Кораблем (3 сезони по 13, 14 та 16 серій). 

Очевидно, все, що стосується перевертнів, після славнозвісних "Сутінок" та "Щоденників Вампіра" глядачам трохи набридло, хоча у "Таємниці Календи" - ця тема розкривається доволі цікаво, максимально наближена до реальності і не містить забагато фантастичних елементів.

## Сюжет
Перед глядачем постає історія маленького містечка Календа, до якого переїжджає суддя Сара Крус зі своєю донькою Лейре. З їх переїздом починають розкриватись страшні таємниці і відбуватись загадкові події. Саме з ними й доведеться розбиратись судді Крус.
Календа зберігає старі легенди про перевертнів і деякі місцеві справді вірять в їх існування. 

У цей час Лейре закохується у загадкового хлопця Джоеля, та їх кохання стає роковою складовою розгадки того, що приховується протягом століть.

## Дублювання
На російському телебаченні перший сезон серіалу транслювався на каналі "AXN Sci-Fi", однак, на цьому все. Українське телебачення серіал оминуло увагою взагалі. Перекладом та дублюванням другого сезону російською мовою займається спільнота перекладачів-ентузіастів "DreamRecords".